# 吞霄社事變
吞霄社事變，又稱吞霄社土官卓介卓霧亞生亂，是1699年時在台灣中部發生的一場平埔族群抗清事件，領導者為土官卓介、卓霧、亞生三人:164。該事件起因於吞霄社漢人通事黃申的專制橫蠻。事件以清軍聯合其他平埔部落擊敗吞霄社做收。

## 事件經過
據清光緒19年（1893年）之苗栗縣誌《兵燹》篇記載，通事黃申於吞霄社（今苗栗縣通霄鎮）一帶進行贌社貿易，要求社民至鹿場捕鹿時，必須先行繳納錢、米，才能出外捕鹿，社民不堪其擾。清康熙三十八年（1699年）2月，道卡斯族吞霄社土官卓介卓霧亞起事，殺通事黃申及其同夥數十人
當時臺灣鎮總兵張玉麒及福建分巡臺廈兵備道王之麟聽聞此事，遣使招諭吞霄社番歸降，不得而入，乃發兩標官兵，委署北路參將常泰進剿圍攻。同時，並令南部西拉雅族的新港社、蕭壟社、麻豆社、目加溜灣社等四社為前鋒，因吞霄社土官及社民極力抗拒，雙方死傷慘重。後來有人獻計常泰，表示岸裡社（今台中市豐原區）的巴宰海族勇猛矯健，能夠穿林越澗，如要擒拿卓介卓霧亞生，非岸裡社不可。但當時岸裡社並未歸附，清朝方面遂派遣翻譯者進入岸裡社說服其頭目阿莫。使者向部落贈送糖、菸、布、銀，岸裡社大喜，同意協助清朝。後，岸裡社出兵繞道吞霄後山（火焰山山脈），清軍則由海面向內陸進擊，兩面夾攻下，擒獲土官並大敗吞霄社。土官被岸裡社所擒後，押至郡戶諸市斬首。是役，當時清軍以及吞霄社死亡人數達數百人。

## 遺址
吞霄社事變因位處深山，古戰場確切位置已不可考。據傳，當時通霄、苑裡尚未有漢人移墾，來台清兵與平埔族人在現今通霄、苑裡深山遭遇，雙方傷亡慘重。當時清兵有18人在戰役中殉難，頭顱被掛在濫仔坑（現為苑裡鎮蕉埔里）茄苳樹上，後被路人發現，將18顆頭顱放置水缸內合葬，並刻鏤「靈魂」兩字的石碑。清同治年間，靈魂碑遷移至今苗栗縣通霄鎮大坪頂山十八好漢祠。